# Щілинна корозія

Схема утворення пари диференціальної аерації при корозії сталевого цвяха, вбитого у вологу деревину

Щіли́нна коро́зія (англ. crevice corrosion) — корозія металу, яка відбувається у закритих просторах в середині чи навколо вузького отвору, щілини або проміжку, що мають місце у фланцевих, різьбових, заклепкових з'єднаннях, місцях нещільного прилягання до металу гумових або інших прокладкових матеріалів тощо. Щілинна корозія є одним із різновидів електрохімічної місцевої корозії.
Щілинна корозія може відбуватись як у середовищі повітря або газової суміші, так і в умовах змочування електролітом (морська вода). У морській атмосфері спостерігається в щілинах і зазорах між металевими елементами (трубопроводу, днища корабля або будь-якої іншої конструкції, що омивається водою) і організмами, що наростають на поверхнях металевих конструкцій (водорості, поліпи, різні мікроорганізми). При атмосферній щілинній корозії в щілинах і зазорах постійно накопичується і затримується волога, яка зумовлює її перебіг.

## Механізм перебігу

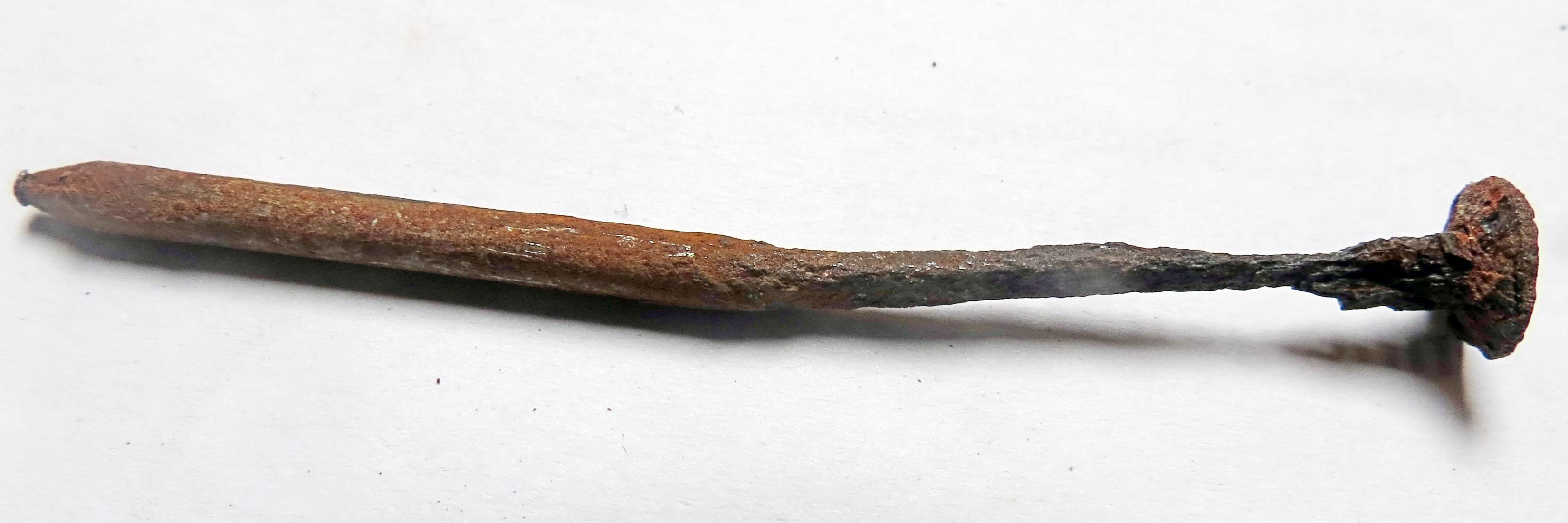
Резільтат щілинної корозії сталевого цвяха

Особливістю процесу щілинної корозії є наявність зниженої кількості окисника або його повна відсутність, оскільки у вузьких зазорах надходження окиснювального елемента до стінок є утрудненим. З часом у щілині накопичуються продукти корозії, які в результаті гідролізу можуть змінювати значення рН електроліту всередині зазору та впливати на перебіг анодного і катодного процесів (окисно-відновних реакцій). Зменшення рН електроліту призводить до утруднення утворення захисних оксидних плівок на металі всередині зазору та полегшення іонізації металу. Підвищення рН електроліту сприяє руйнуванню захисних плівок, що утворюються на поверхні усередині щілини.
Окисник є катодним деполяризатором, а труднощі його підведення до металу щілини загальмовують перебіг катодного процесу (при цьому збільшується його поляризація). Анодний процес протікає швидше, легше, а його поляризованість зменшується.
За умов нерівномірного доступу кисню до всіх частин поверхні металу утворюються корозійні гальванічні елементи — так звані пари диференціальної аерації, в яких ділянки з недостатньою кількістю кисню (пори, щілини, отвори) відіграють роль анода і окиснюються. Електрони, що при цьому вивільняються, переходять на катодні ділянки на поверхні металу (де знаходиться більша кількість кисню) і беруть участь у відновленні атмосферного кисню. Наприклад, якщо стальний гвіздок вбити у вологу деревину, то його внутрішня частина, до якої доступ кисню обмежений, відіграє роль анода і окиснюється: (-) A: Fe0 — 2ē → Fe2+,
а зовнішня частина стає катодом, на якому відбувається відновлення О2 з вологого повітря: (+) K: О2 + 2Н2О + 4ē → 4ОН-
Первинні продукти електрохімічної корозії (Fe2+ і ОН-) спочатку хімічно доокиснюються:
4Fe(OH)2 + O2 + 2H2O → 4Fe(OH)3
а потім поступово дегідратуються
2nFe(OH)3 → Fe2O3·nH2O + 2nH2O.
Кінцевим продуктом корозії є руда іржа, що має невизначений склад і виражається формулою FeOOH, або частіше — nFe2O3·mH2O.
Явища, що відбуваються в щілині, можуть дещо нагадувати контактну корозію, що також є видом електрохімічної корозії, хоча між ними є різниця: контактна (біметалева або гальванічна) корозія базується на двох з'єднаних металах і одному середовищі, тоді як щілинна корозія відбувається, коли одна металева частина контактує з двома сполученими середовищами.
Процес щілинної корозії проходить із кисневою деполяризацією, але в деяких випадках може проходити з водневою. При цьому збільшується струм корозії.
Щілинна корозія була об'єктом вивчення багатьох дослідників, наприклад, Й. Л. Розенфельда, І. К. Маршакова, У. Р. Еванса, Р. Мельхерса, І. Б. Улановського.

## Прояви щілинної корозії та захист від неї
Найчутливішими до щілинної корозії є метали, що пасивуються, і сплави, такі, як алюміній і його сплави, хромонікелеві, хромисті сплави. В результаті поганого доступу кисню в щілину, підкислення електроліту, утрудненнях у перебігу катодного процесу існує ймовірність переходу металу з пасивного стану до активного.
Захист від щілинної корозії:
- герметизація щілин і зазорів;
- використання матеріалів, які не піддаються даному виду корозії;
- інгібування оточуючого середовища;
- раціональне конструювання;
- електрохімічний захист.